# 凯雷 (曼恩-卢瓦尔省)
凯雷（法語：Querré，法語發音：[keʁe] ⓘ）是法国曼恩-卢瓦尔省的一个旧市镇，属于瑟格雷区。2016年12月15日，凯雷和相邻的其它6个市镇合并成为莱欧当茹（Les Hauts d'Anjou）。

## 地理
凯雷（47°40'46"N, 0°37'15"W）面积12.41 平方千米，位于法国卢瓦尔河地区大区曼恩-卢瓦尔省，该省份为法国西部内陆省份，大致对应安茹地区，北起顺时针与马耶讷省、萨尔特省、安德尔-卢瓦尔省、维埃纳省、德塞夫勒省、旺代省、大西洋卢瓦尔省和伊勒-维莱讷省接壤。
与凯雷接壤的市镇（或旧市镇、城区）包括：尚皮涅、舍尼耶-尚特塞、马里涅、索当茹、巴科讷河畔尚特塞。

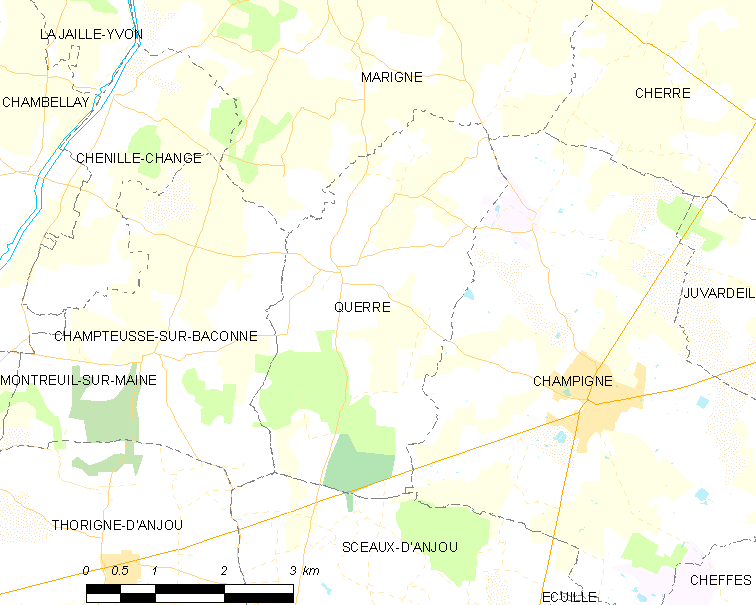
的OSM定位图

凯雷的时区为UTC+01:00、UTC+02:00（夏令时）。

## 行政
凯雷的邮政编码为49330，INSEE市镇编码为49254。

## 政治
凯雷所属的省级选区为蒂耶尔塞县。

## 人口

1962-2008年间人口变化图示

凯雷于2018年1月1日时的人口数量为322人。